# Аполог
Аполо́г (від грец. απολογος — оповідання) — повчальне алегоричне оповідання, притча.
За жанровими ознаками аполог тотожний з байкою. Цей термін вживається щодо античної і стародавньої східної байки. Твори байкарів нового часу вже апологом не називають.